# Grand Prix automobile du Canada 1991
GP précédent GP suivant
Le Grand Prix automobile du Canada 1991 (Grand Prix Molson du Canada), disputé sur le circuit Gilles-Villeneuve de Montréal le 2 juin 1991, est la 505e épreuve de l'histoire du championnat du monde de Formule 1 courue depuis 1950 et la cinquième manche du championnat 1991.
Nigel Mansell domine aisément la course, jusqu'à la dernière épingle où il entreprend de saluer la foule, oubliant de rétrograder. Sa voiture aborde le virage à faible allure en sixième vitesse, ce qui provoque le calage de son moteur Renault. Nigel Mansell qui a fait toute la course en tête voit la Benetton-Ford de Nelson Piquet lui souffler la victoire ; il finit sixième.

## Classement
| Pos. | No | Pilote             | Écurie               | Tours | Temps/Abandon                      | Grille | Points |
| ---- | -- | ------------------ | -------------------- | ----- | ---------------------------------- | ------ | ------ |
| 1    | 20 | Nelson Piquet      | Benetton-Ford        | 69    | 1 h 38 min 51 s 490 (185,520 km/h) | 8      | 10     |
| 2    | 4  | Stefano Modena     | Tyrrell-Honda        | 69    | + 31 s 832                         | 9      | 6      |
| 3    | 6  | Riccardo Patrese   | Williams-Renault     | 69    | + 42 s 217                         | 1      | 4      |
| 4    | 33 | Andrea De Cesaris  | Jordan-Ford          | 69    | + 1 min 20 s 210                   | 11     | 3      |
| 5    | 32 | Bertrand Gachot    | Jordan-Ford          | 69    | + 1 min 22 s 351                   | 14     | 2      |
| 6    | 5  | Nigel Mansell      | Williams-Renault     | 68    | Boîte de vitesses                  | 2      | 1      |
| 7    | 23 | Pierluigi Martini  | Minardi-Ferrari      | 68    | + 1 tour                           | 18     |        |
| 8    | 26 | Érik Comas         | Ligier-Lamborghini   | 68    | + 1 tour                           | 26     |        |
| 9    | 21 | Emanuele Pirro     | Scuderia Italia-Judd | 68    | + 1 tour                           | 10     |        |
| 10   | 3  | Satoru Nakajima    | Tyrrell-Honda        | 67    | + 2 tours                          | 12     |        |
| Abd. | 15 | Mauricio Gugelmin  | Leyton House-Ilmor   | 61    | Moteur                             | 23     |        |
| Abd. | 22 | Jyrki Järvilehto   | Scuderia Italia-Judd | 50    | Moteur                             | 17     |        |
| Abd. | 10 | Stefan Johansson   | Footwork-Porsche     | 48    | Moteur                             | 25     |        |
| Abd. | 16 | Ivan Capelli       | Leyton House-Ilmor   | 42    | Moteur                             | 13     |        |
| Abd. | 28 | Jean Alesi         | Ferrari              | 34    | Moteur                             | 7      |        |
| Abd. | 29 | Éric Bernard       | Larrousse-Ford       | 29    | Boîte de vitesses                  | 19     |        |
| Abd. | 27 | Alain Prost        | Ferrari              | 27    | Boîte de vitesses                  | 4      |        |
| Abd. | 25 | Thierry Boutsen    | Ligier-Lamborghini   | 27    | Moteur                             | 16     |        |
| Abd. | 1  | Ayrton Senna       | McLaren-Honda        | 25    | Alternateur                        | 3      |        |
| Abd. | 11 | Mika Häkkinen      | Lotus-Judd           | 21    | Sortie de piste                    | 24     |        |
| Abd. | 7  | Martin Brundle     | Brabham-Yamaha       | 21    | Moteur                             | 20     |        |
| Abd. | 24 | Gianni Morbidelli  | Minardi-Ferrari      | 20    | Accident                           | 15     |        |
| Abd. | 19 | Roberto Moreno     | Benetton-Ford        | 10    | Direction                          | 5      |        |
| Abd. | 2  | Gerhard Berger     | McLaren-Honda        | 4     | Panne électrique                   | 6      |        |
| Abd. | 30 | Aguri Suzuki       | Larrousse-Ford       | 3     | Fuite d'huile                      | 22     |        |
| Abd. | 9  | Michele Alboreto   | Footwork-Porsche     | 2     | Accélérateur                       | 21     |        |
| Nq.  | 18 | Fabrizio Barbazza  | AGS-Ford             |       | Non qualifié                       |        |        |
| Nq.  | 17 | Gabriele Tarquini  | AGS-Ford             |       | Non qualifié                       |        |        |
| Nq.  | 8  | Mark Blundell      | Brabham-Yamaha       |       | Non qualifié                       |        |        |
| Nq.  | 12 | Johnny Herbert     | Lotus-Judd           |       | Non qualifié                       |        |        |
| Npq. | 14 | Olivier Grouillard | Fondmetal-Ford       |       | Non préqualifié                    |        |        |
| Npq. | 34 | Nicola Larini      | Modena-Lamborghini   |       | Non préqualifié                    |        |        |
| Npq. | 35 | Eric van de Poele  | Modena-Lamborghini   |       | Non préqualifié                    |        |        |
| Npq. | 31 | Pedro Chaves       | Coloni-Ford          |       | Non préqualifié                    |        |        |

## Pole position et record du tour
- Pole position : Riccardo Patrese en 1 min 19 s 837 (vitesse moyenne : 199,757 km/h)
- Meilleur tour en course : Nigel Mansell en 1 min 22 s 385 au 65e tour (vitesse moyenne : 193,579 km/h).

## Tours en tête
- Nigel Mansell : 68 (1-68)
- Nelson Piquet : 1 (69).

## Statistiques
- 23e victoire pour Nelson Piquet
- 5e victoire pour Benetton en tant que constructeur
- 159e victoire pour Ford-Cosworth en tant que motoriste.